# Coussac-Bonneval
Coussac-Bonneval is een gemeente in het Franse departement Haute-Vienne (regio Nouvelle-Aquitaine) en telt 1379 inwoners (1999). De plaats maakt deel uit van het arrondissement Limoges.

## Geografie
De oppervlakte van Coussac-Bonneval bedraagt 65,8 km², de bevolkingsdichtheid is 21,0 inwoners per km².

## Verkeer en vervoer
In de gemeente ligt spoorwegstation Coussac-Bonneval.
De onderstaande kaart toont de ligging van Coussac-Bonneval met de belangrijkste infrastructuur en aangrenzende gemeenten.

## Demografie
Onderstaande figuur toont het verloop van het inwonertal (bron: INSEE-tellingen).